# Chamira
Chamira es un género con dos especies de plantas de flores de la familia Brassicaceae.

## Especies seleccionadas
- Chamira circaeoides
- Chamira cornuta